# Афанасий (Ракита)
Митрополит Афанасий (серб. Митрополит Атанасије, в миру Цветко Ракита; 7 ноября 1957, село Бабин До, община Шипово, Босния и Герцеговина) — епископ Сербской православной церкви, митрополит Милешевский

## Биография
Он окончил начальную школу в селе Бабичи. Окончил Духовную семинарию при Монастыре Крка. 7 мая 1977 года в храме святого Архангела Михаила в Монастыре Крка был пострижен в монашество. 9 мая того же года был рукоположён в сан диакона, а 18 декабря — в сан пресвитера в Монастыре Крка.
В 1983 году окончил Свято-Владимирскую духовную семинарию в Крествуде, штат Нью-Йорк. Намеревался там продолжить своё образование, но был призван обратно. До 25 лет он преподавал в семинарии при Монастыре Крка, а затем перемещён в Призренскую духовную семинарию. Там остался 11 лет.
В 1994 году по приглашению Патриарха Сербского Павла уехал в Белград, где преподавал на богословском факультете Белградского университета.
Решением очередного Архиерейского собора, состоявшегося 13 — 15 мая 1999 года, был избран епископом Хвостанским и викарием Патриарха Сербского.
31 мая 1999 года рукоположён во епископа Хвостненского, викария Патриарха Сербского. Хиротония состоялась в то время, когда Югославия подвергалась бомбардировкам НАТО. Был председателем комитета по вероучению Белградско-Карловацкой архиепископии.
1 июня 2013 года был назначен епископом Бихачско-Петровацким. Интронизация состоялась 11 августа 2013 года в у Босанском Петровце.
На очередной сессии Священного Архиерейского собора с 14 по 24 мая 2017 года епископ Афанасий был избран правящим архиереем Милешевской епархии, освободившейся после отставки епископа Филарета (Мичевича). 6 августа 2017 года в Милешевском монастыре Патриарх Сербский Ириней возглавил его интронизацию.